# Enos falerina
Espèce
Enos falerina est une espèce de lépidoptères (papillons) de la famille des Lycaenidae, sous-famille des Theclinae et du genre Enos.

## Dénomination
Enos falerina a été décrit par William Chapman Hewitson en 1867, sous le nom initial de Thecla falerina.
Synonyme : Falerinota falerina, Faynel, Brévignon & Johnson, 2003.

### Nom vernaculaire
Enos falerina se nomme Falerina Hairstreak en anglais.

## Description
Enos falerina est un petit papillon aux antennes et aux pattes annelées de blanc et de marron, avec deux fines queues, une longue et une très courte à chaque aile postérieure.
Le dessus du mâle est bleu métallisélargement bordé de marron.
Le revers est blanc, orné aux ailes antérieures et aux ailes postérieures d'une discrète fine ligne postdiscale beige, avec, aux ailes postérieures, deux gros ocelles rouge pupillés de noir entre les deux queues et à l'angle anal.

## Écologie et distribution
Enos falerina est présent au Mexique, au Guatemala, en Colombie, au Venezuela, au Pérou, au Surinam, en Guyana et en Guyane,,.

### Protection
Pas de statut de protection particulier.